# Mukhtarkhan Dildabekov
Mukhtarkhan Dildabekov (n. 19 martie 1976, Cimkent, RSS Kazahă, URSS) este un boxer ce a reprezentat Kazahstan, medaliat olimpic. A participat la 2 ediții ale Jocurilor Olimpice (2000, 2004) în care a câștigat o medalie de argint.